# Deutscher Künstlerbund
Der Allgemeine Deutsche Künstlerbund wurde 1903 auf Initiative des Kunstförderers Harry Graf Kessler unter maßgeblicher Mitwirkung von Walter Leistikow in Weimar von Max Klinger, Alfred Lichtwark, Max Liebermann, Lovis Corinth, Max Slevogt u. a. gegründet. Damit konstituierte sich zum ersten Mal eine überregionale Künstlervereinigung, die über die bisher bestehenden Sezessionen hinausging. Motivation war zunächst das gemeinsame Vorgehen gegen die Bevormundung durch den staatlichen Kunstbetrieb, und zwar mit dem Ziel, die Freiheit der Kunst zu sichern, verschiedenen Strömungen der Kunst ein Forum zu geben und junge Künstler zu fördern.

## Geschichte

Deckblatt des Ausstellungskatalogs 1904

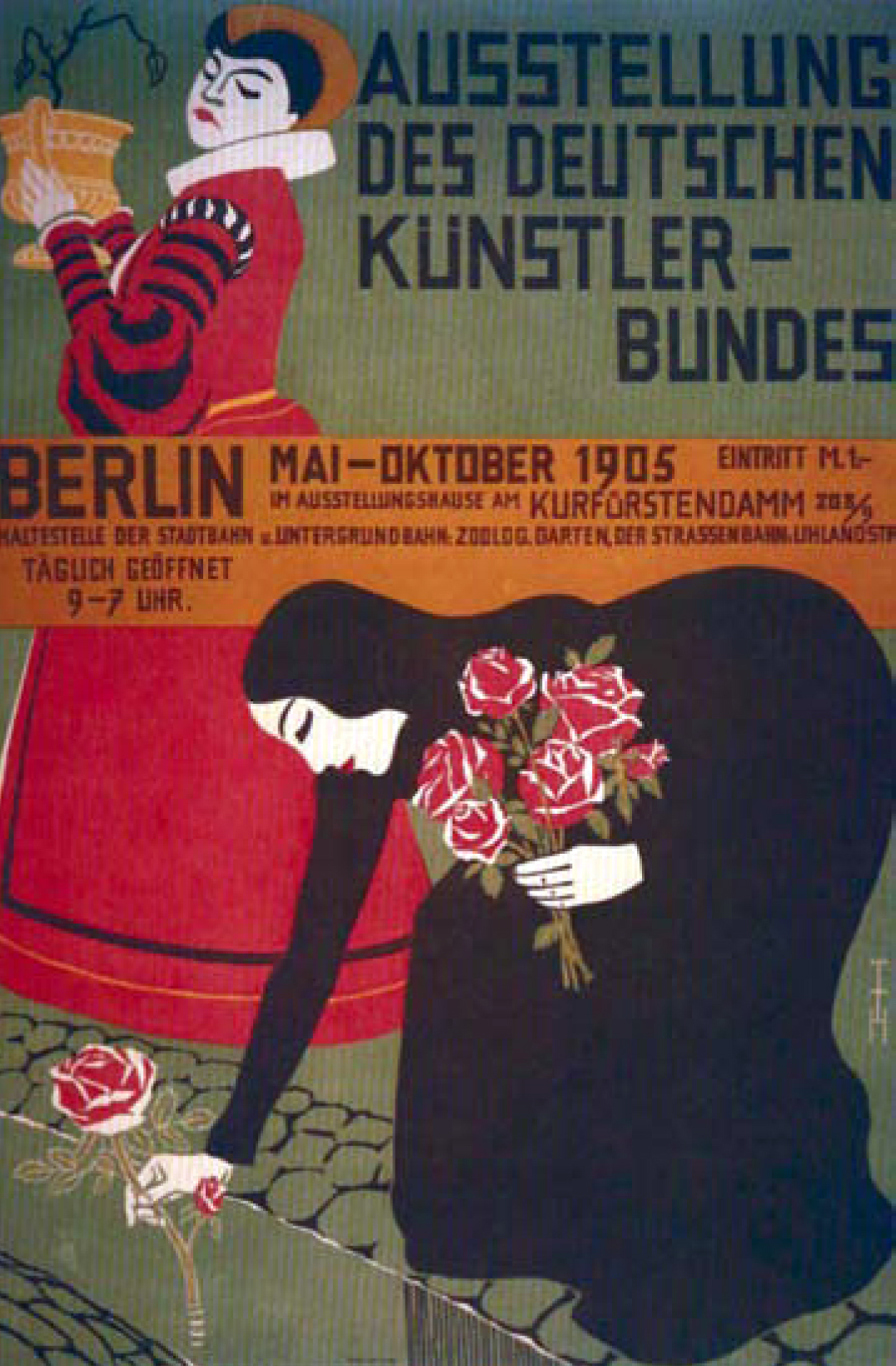
Thomas Theodor Heine: Plakat zur zweiten Ausstellung des Deutschen Künstlerbundes, Berlin 1905

Dieser Absicht wurde mit Jahresausstellungen in jährlich wechselnden Städten Deutschlands und teilweise auch im Ausland Rechnung getragen. Während die erste Ausstellung 1904 noch in Form eines Gastauftritts bei den Münchener Sezessionisten ausgerichtet worden war, veranstaltete der Deutsche Künstlerbund im Jahr darauf zur Einweihung der Räume des neuen Ausstellungshauses der Berliner Secession seine erste eigene Ausstellung, „eine umfassende Generalrevue über die vorhandenen deutschen Kräfte modernen Gepräges […]“, wie es in einer damals zeitgenössischen Kritik der Kunstchronik heißt.
Fast alle Künstler, die in der deutschen Kunst in den ersten drei Jahrzehnten Rang und Namen hatten, waren im Deutschen Künstlerbund integriert und nutzten die Plattform fernab staatlicher Einmischung zur Entfaltung ihrer künstlerischen Ideen. Der Aufschwung und der Durchbruch der Moderne in Deutschland ist eng an die Geschichte des Deutschen Künstlerbundes geknüpft. Auch die 1905 durch Max Klinger im Auftrag des Deutschen Künstlerbundes erworbene Villa Romana in Florenz als Stätte der Kunst legt Zeugnis vom großen kulturpolitischen Engagement des Deutschen Künstlerbundes ab.
Nach der Machtergreifung fand 1933 in Magdeburg und Saarbrücken eine als „Deutscher Künstlerbund. Erste Ausstellung“ bezeichnete Ausstellung statt. In mehr als 20 Ausstellungen wurde ein bemerkenswertes Spektrum mit hohem künstlerischem Niveau einem großen Publikum zugänglich gemacht. 1936 wurde die Ausstellung „Malerei und Plastik in Deutschland“ in Hamburg nach 10 Tagen auf Anordnung der Reichskunstkammer mit der Begründung geschlossen, es würde Kunst der „Verfallszeit“ gezeigt. Danach erfolgte am 30. November 1936 die erzwungene Selbstauflösung des DKB.

## Neugründung
Es waren einige ehemalige Mitglieder des Deutschen Künstlerbundes wie Karl Hofer, Willi Baumeister, Charles Crodel, Karl Hartung und Karl Schmidt-Rottluff, die den Deutschen Künstlerbund Ende Dezember 1950 in Berlin wieder begründeten; zur Unterscheidung zum ersten DKB zunächst unter dem Namen Deutscher Künstlerbund 1950. Die Konstituierung des ersten Vorstandes erfolgte erst Anfang 1951, im selben Jahr fand auch die erste Ausstellung in den Räumen der Hochschule der Bildenden Künste in Berlin statt. Sie knüpften an die Tradition einer unterbrochenen Moderne an, besannen sich auf die Vorsätze aus den Gründungsjahren und setzten sich wieder für die Freiheit der Kunst ein. Nicht nur mit der Fortführung der jährlich wiederkehrenden Ausstellungen, sondern auch mit zahlreichen kulturpolitischen Initiativen griffen sie in das kulturelle und politische Leben Nachkriegsdeutschlands ein.
Dieser Neuanfang blieb nicht unkritisiert. Figürlich arbeitende Künstler sahen sich als zu Unrecht verfemt, selbst wenn sie künstlerisch unverfänglich in dieser Richtung arbeiteten. Analog zur neugegründeten Bundesrepublik fand dieser Diskurs auch in der DDR statt; dort unter der Bezeichnung „Formalismusstreit“.

## Mitglieder des neuen DKB-Vorstandes (1951)
(Ehrenpräsident: Theodor Heuss)
- Erster Vorsitzender: Karl Hofer
- Zweiter Vorsitzender: Karl Schmidt-Rottluff  •  Dritter Vorsitzender: Karl Hartung
- Schriftführer: Hans Kuhn  •  Schatzmeister: Adolf Hartmann
- Beisitzer:

Willi Baumeister, Karl Caspar, Werner Gilles, Erich Heckel, Bernhard Heiliger, Max Kaus, Karl Kluth, Gerhard Marcks, Ewald Mataré, Toni Stadler sowie Edwin Redslob (ehemaliger Reichskunstwart bis 1933)
Geschäftsführer war der Kunsthistoriker Eberhard Seel.
Zur Jury des DKB, welche über Preise, Stipendien und Mitgliedsanträge entschied, gehörten außer einigen obengenannten noch Curth Georg Becker, Ernst Geitlinger, Georg Meistermann, Edwin Scharff, Ernst Schumacher und Fritz Winter.

## Impulse durch den Deutschen Künstlerbund
Der Deutsche Künstlerbund gehört zu den Gründungsmitgliedern des Kunstfonds, der Verwertungsgesellschaft Bild-Kunst, der Privatinitiative Kunst (PIK), der Internationalen Gesellschaft der Bildenden Künste (IGBK) und der Sektion Bildende Kunst im Deutschen Kulturrat. Er ist förderndes Mitglied der Villa Romana in Florenz. Er war wesentlich an der Neuregelung für das Künstlersozialversicherungsgesetz und an der Ausarbeitung des Nutzungsrechts von Kunstwerken beteiligt.
Bereits 1974 wurde ein Ausstellungshonorar für die in seinen Ausstellungen vertretenen Künstler eingeführt. Auf Anregung des damaligen Vorsitzenden Georg Meistermann wurde die Sammlung des Bundes gegründet, die der Künstlerförderung und der staatlichen Repräsentation im öffentlichen Raum dient. Im Rahmen der Diskussion über die Errichtung einer Deutschen Nationalstiftung veranstaltete der Deutsche Künstlerbund 1978 ein Kolloquium, dessen Ergebnisse die Konzeption und Errichtung der Kunst- und Ausstellungshalle der Bundesrepublik Deutschland wesentlich förderten. Aber auch mit seinen großen Jahresausstellungen bot der Deutsche Künstlerbund, der 1990 als erste Institution eine Sonderschau von Künstlern der DDR zeigte, vielen Künstlern ein Podium.
2003 feierte der Deutsche Künstlerbund sein 100-jähriges Bestehen als eine der ältesten und renommiertesten Künstlervereinigungen in Europa. Gleichzeitig war die damit verbundene letzte „Jahresausstellung“ (gleichzeitig Jubiläumsausstellung 100 Jahre Deutscher Künstlerbund) ein Zeichen dafür, dass dieses Ritual im neuen Jahrtausend ersetzt werden musste durch die ebenso regelmäßig stattfindenden DKB-Jahresprojekte. Es geht heute mehr um die öffentliche Auseinandersetzung mit aktuellen künstlerischen Impulsen, als um die bloße Selbstdarstellung der Vereinsmitglieder.

## Gegenwart
Derzeit gehören dem Deutschen Künstlerbund rund 750 bildende Künstler an (Stand im Oktober 2019). Mitglied werden kann prinzipiell jeder in Deutschland lebende professionelle Künstler, unabhängig von der Nationalität. Ein Aufnahmeverfahren prüft Professionalität und Qualität der künstlerischen Arbeit. Eine Mitarbeit ist wünschenswert, nicht aber Bedingung für die Mitgliedschaft im Deutschen Künstlerbund. Ein Ziel dieses Zusammenschlusses bildender Künstler sind kontinuierliche inhaltliche und selbst-reflexive Diskussionen aktueller Fragen der Kunstproduktion. Der Deutsche Künstlerbund vertritt mit unabhängiger Stimme die Interessen der aktiv arbeitenden zeitgenössischen Künstler – und damit auch die Freiheit und Vielschichtigkeit der Kunst – gegenüber Politik, Ausstellungsinstitutionen und Kunstmarkt.

### Kulturpolitische Aktivitäten
Durch die aktive ehrenamtliche Mitarbeit in mittlerweile 24 Gremien, Kuratorien und Ausschüssen, die an der Erarbeitung gesetzgebender Regelungen beteiligt sind, vertritt der Deutsche Künstlerbund die Interessen einer großen Anzahl in Deutschland arbeitender Künstler. So hat er einen Sitz im Sachverständigenkreis für Kunst am Bau beim Bundesministerium für Verkehr, Bau und Stadtentwicklung, ist Mitglied der Bundesakademie für kulturelle Bildung Wolfenbüttel, des Deutschen Kulturrates, der Initiative Urheberrecht, der Villa Romana in Florenz. Er kooperiert u. a. mit der Arbeitsgemeinschaft Deutscher Kunstvereine (ADKV), mit der Künstlersozialversicherung KSK, der Stiftung Kunstfonds, der Verwertungsgesellschaft Bild-Kunst und vielen weiteren kulturpolitisch und kunst-rechtlich relevanten Organisationen.
Ein neueres Arbeitsfeld ist die Vertretung der Interessen der Künstler und der Kunst auf europäischer Ebene.

### Projekte
Seit 2001 veranstaltet der Künstlerbund im Projektraum in Berlin Tagungen, Aufführungen und Ausstellungen, zu denen sowohl Mitglieder als auch (lokale bis internationale) Gäste eingeladen werden. Auch landesweit bietet der Deutsche Künstlerbund Ausstellungen, Symposien und Kolloquien zu aktuellen Themen an.
Sowohl Vorstandsmitglieder als auch andere Mitglieder des Künstlerbundes konzipieren und realisieren in ehrenamtlicher Arbeit teils aufwändige künstlerische und kulturpolitische Projekte, die oft viele Kunstschaffende, Kunstwissenschaftler und Interessierte einbeziehen. Manche Projekte münden in einzelne Veranstaltungen, andere werden über Jahre fortgeführt, einige Projekte wirken bundesweit oder international.

### Beratungen und Informationen für Bildende Künstler
Der Deutsche Künstlerbund beteiligt sich an der Entwicklung beratender Instrumente für Kunstschaffende. Dies umfasst z. B. rechtliche und organisatorische Fragen rund um internationale Reise- und Ausstellungstätigkeit und Stipendien (siehe das Portal Touring Artists der IGBK), Urheberrecht (in Kooperation mit der VG Bild-Kunst), Kunst am Bau / Kunst im öffentlichen Raum.